# Matutinus amyclas
Matutinus amyclas är en insektsart som beskrevs av Ronald Gordon Fennah 1972. Matutinus amyclas ingår i släktet Matutinus och familjen sporrstritar. Inga underarter finns listade i Catalogue of Life.